# Cesár Sampson
Cesár Sampson (Linz, Áustria, 18 de agosto de 1983) é um cantor, compositor e modelo austríaco. Irá representar o seu país, a Áustria, no Festival Eurovisão da Canção em 2018.

## Discografia

### Singles
| Ano  | Obra             | Álbum     |
| ---- | ---------------- | --------- |
| 2018 | "Nobody but You" | Sem álbum |